# ريان كافناغ
ريان كافناغ هو لاعب هوكي الجليد كندي، ولد في 12 فبراير 1991 في كيركلاند في كندا.

## وصلات خارجية
- ريان كافناغ على موقع EliteProspects.com (الإنجليزية)
- ريان كافناغ على موقع HockeyDB.com (الإنجليزية)